# Влажная пампа

Влажная пампа на карте Южной Америки (заливка сплошным цветом)

Вла́жная па́мпа (исп. Pampa Húmeda) — обширный экорегион плоских, плодородных пастбищ на лёссовой материнской породе в Аргентине. Влажная Пампа получает в среднем 900 мм осадков в год, что отличает этот регион от сухой пампы на западе, где осадков в среднем менее 700 мм.
Как и пампа в целом, эта местность преимущественно холмистая, характеризуется умеренным климатом. Почвы в регионе более плодородные, чем на западе, чернозёмные и луговые. За исключением нескольких отвесных обрывов у рек Парана и Рио де ла-Плата и двух невысоких горных хребтов на юге, в регионе крутизна уклонов редко превышает 6 градусов. К региону относится почти вся территория провинции Буэнос-Айрес, центра и юг Санта-Фе, значительная часть Кордовы и восточная треть провинции Ла-Пампа, что составляет по меньшей мере 600 000 км2.
Уругвайскую саванну тоже иногда относят к влажной пампе, хотя местность там более пересечённая.

## Климат
Для этой области характерны четыре чётко выраженные сезона. Зимой прохладно, иногда по ночам случаются заморозки. Влажная, умеренная погода характеризует весну и осень. Летние дни могут быть жаркими. Средняя температура июля 7-9°С, января — 22-24°С.
В феврале-марте и в октябре-ноябре случаются наводнения из-за обильных осадков. Так от наводнения в марте 2013 года погибло 57 человек, пострадало 58 тысяч строений.

## Флора и фауна

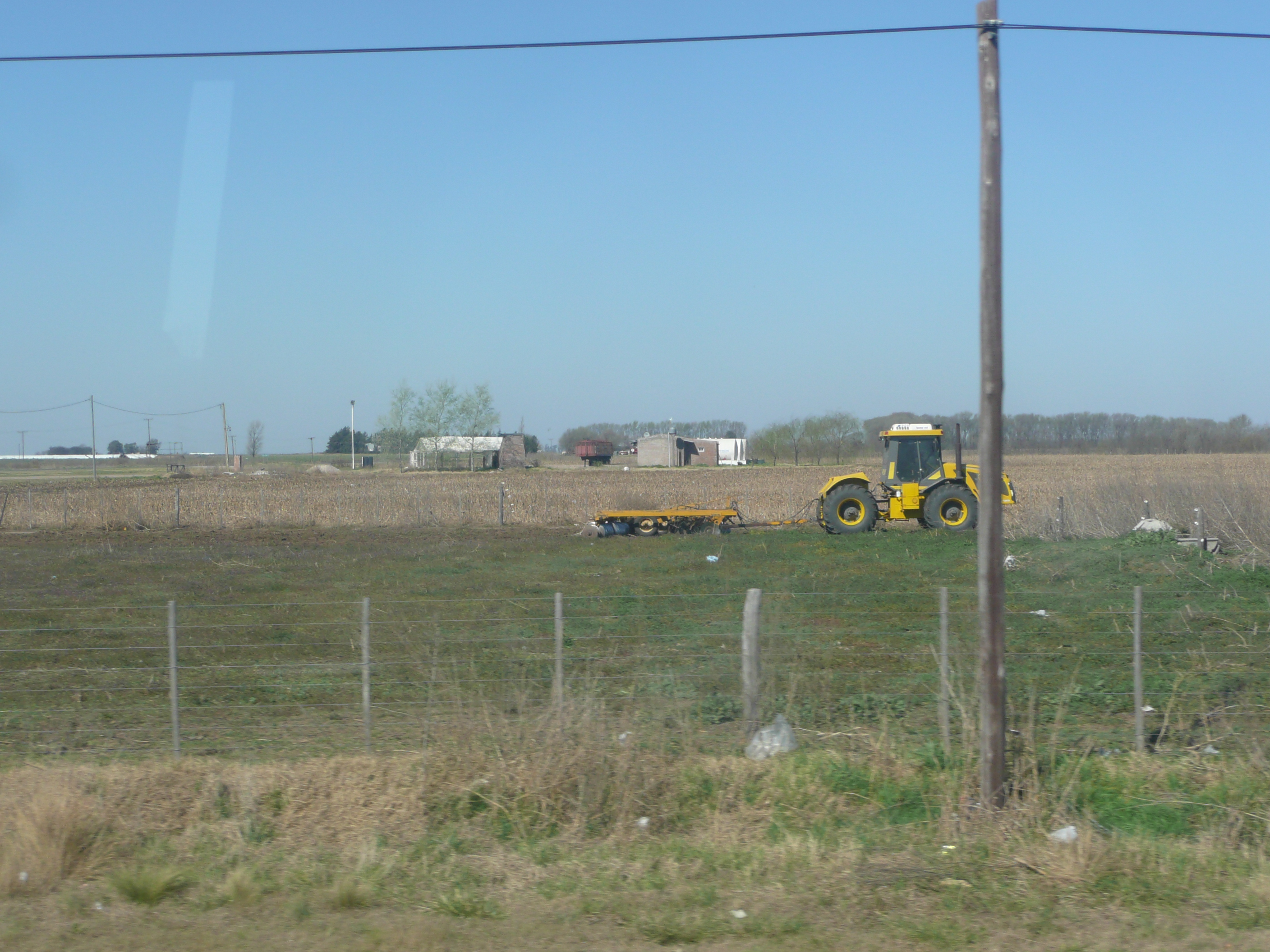
Трактор в поле. Типичный пейзаж влажной пампы у западной границы провинции Ла-Пампа

Естественная растительность состоит из лугов, покрытых высокой травой с изолированными лесами (их называют монтес) из прозописов и других листопадных деревьев, которые раньше были распространены вдоль основных рек, но в основном сведены в течение XX века. Значительная часть территории распахана под злаковые культуры.
Большой нанду обитает в пампасах Аргентины и питается растениями, ящерицами, насекомыми, лягушками, мелкими птицами и змеями.

## Население

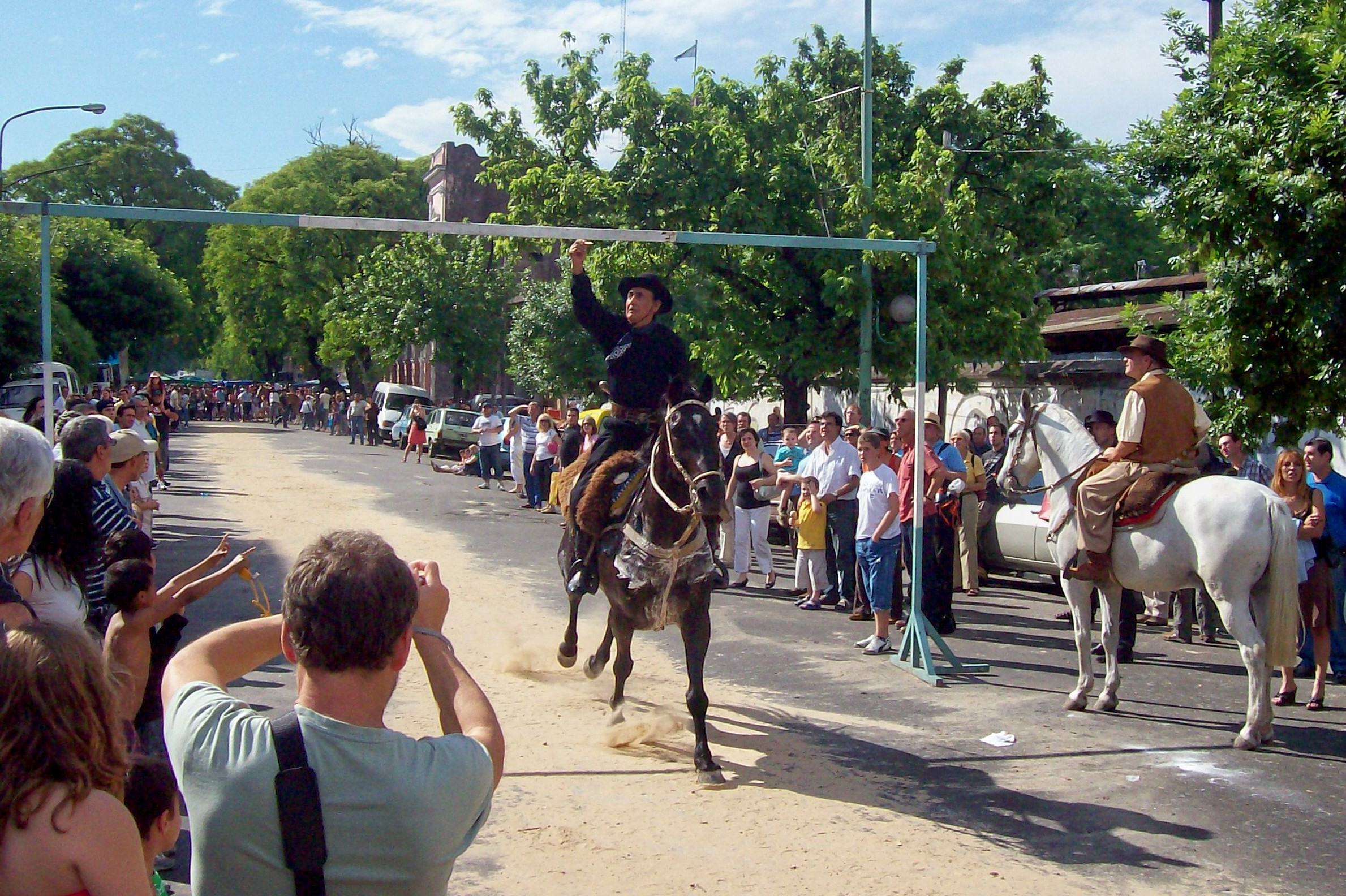
Corrida de sortija, традиционные соревнования всадников в Матадеросе, пригороде Буэнос-Айреса

Из-за значительной иммиграции в Аргентину во второй половине XIX и в первой половине XX века, а также из-за возможности получать два урожая в год, земли стали активно использовать для сельского хозяйства. Это сделало Аргентину крупным сельскохозяйственным производителем и экспортёром продовольствия. Близость к Атлантическому океану и плодородность почв сделали регион влажной пампы одним из наиболее популярных направлений миграции миллионов европейцев, среди которых преобладали итальянцы, французы и испанцы.
Городское население Аргентины (89% из 38,6 млн жителей, по оценке на 2005 год) сосредоточено в городах влажной пампы (Буэнос-Айрес, Кордова и Росарио — крупнейшие из них). В целом, более 23 миллионов аргентинцев живут в этой области, которая отвечает за две трети экономики Аргентины.
С учётом коммерческой и сельскохозяйственной востребованности земли в регионе за последние 130 лет осталось не так много нетронутых участков. Один из лучших уголков нетронутой пампы — Заповедник Отаменди недалеко от Кампаны в провинции Буэнос-Айрес. Созданный в 1990 году на площади в 2600 га бывших пастбищ, заповедник стал одним из основных направлений агротуризма в Аргентине.

## Внешние ссылки
- Беликович А.В. Пампа. Степи и грассланды Америки.
- Southern South America: Eastern Argentina (англ.). WWF.
- Humid Pampas (NT0803) (англ.). Архивировано из оригинала 8 марта 2010 года.